# Fin de semana mortal
Fin de semana mortal (título original: Dead Weekend) es una película estadounidense de comedia, ciencia ficción y fantasía de 1995, dirigida por Amos Poe, que a su vez la escribió junto a Joel Rose, musicalizada por Steve Hunter, en la fotografía estuvo Gary Tieche y los protagonistas son Stephen Baldwin, David Rasche y Tom Kenny, entre otros. Este largometraje fue realizado por IRS Media y Showtime Entertainment Group; se estrenó el 8 de octubre de 1995.

## Sinopsis
Se lleva a cabo un agitado esfuerzo de evacuación unas horas antes de un sismo anunciado, el agente Weed de True World Forces y su compañero, tienen que asegurar una rara nave extraterrestre, la cual dicen que cayó en algún sitio de la ciudad.